# 2008年夏季奧林匹克運動會摔跤比賽
2008年夏季奧林匹克運動會的摔跤比賽共設18個小項，賽事由8月12日至8月21日於中國農業大學體育館進行，本屆的摔跤賽事共會頒發18枚金牌，當中在8月14日和8月21日中各產生3枚金牌，是該專項最多金牌頒發的日子。

## 比賽項目
本屆奧運會網球比賽進行3個大項及18項小項比賽，本屆奧運的摔跤項目與上屆奧運不同，所有的級別都重組，但女子依然只能參與自由式的小項。包括：
- 男子自由式摔跤：
55公斤级、60公斤级、66公斤级、74公斤级、84公斤级、96公斤级及120公斤级
- 男子古典式摔跤：
55公斤级、60公斤级、66公斤级、74公斤级、84公斤级、96公斤级及120公斤级
- 女子自由式摔跤：
45公斤级、55公斤级、63公斤级及72公斤级

## 各國金牌榜
| 排名   | 国家／地区 | 金牌 | 银牌 | 铜牌 | 總數 |
| ------ | ---------- | ---- | ---- | ---- | ---- |
| 1      | 俄罗斯     | 6    | 3    | 2    | 11   |
| 2      | 日本       | 2    | 2    | 2    | 6    |
| 3      |            | 2    | 0    | 2    | 4    |
| 4      | 中国       | 1    | 2    | 1    | 4    |
| 5      |            | 1    | 1    | 0    | 2    |
| 6      | 美国       | 1    | 0    | 2    | 3    |
| 7      | 加拿大     | 1    | 0    | 1    | 2    |
| 7      | 法国       | 1    | 0    | 1    | 2    |
| 7      | 土耳其     | 1    | 0    | 1    | 2    |
| 10     | 古巴       | 1    | 0    | 0    | 1    |
| 10     | 意大利     | 1    | 0    | 0    | 1    |
| 12     | 乌克兰     | 0    | 2    | 3    | 5    |
| 13     | 阿塞拜疆   | 0    | 2    | 2    | 4    |
| 14     |            | 0    | 1    | 4    | 5    |
| 15     | 保加利亚   | 0    | 1    | 3    | 4    |
| 16     |            | 0    | 1    | 1    | 2    |
| 17     | 德国       | 0    | 1    | 0    | 1    |
| 17     | 匈牙利     | 0    | 1    | 0    | 1    |
| 17     |            | 0    | 1    | 0    | 1    |
| 20     | 亚美尼亚   | 0    | 0    | 2    | 2    |
| 20     | 白俄罗斯   | 0    | 0    | 2    | 2    |
| 22     | 哥伦比亚   | 0    | 0    | 1    | 1    |
| 22     | 印度       | 0    | 0    | 1    | 1    |
| 22     | 伊朗       | 0    | 0    | 1    | 1    |
| 22     | 韩国       | 0    | 0    | 1    | 1    |
| 22     | 立陶宛     | 0    | 0    | 1    | 1    |
| 22     | 波兰       | 0    | 0    | 1    | 1    |
| 22     | 斯洛伐克   | 0    | 0    | 1    | 1    |
| 總計： | 總計：     | 18   | 18   | 35   | 71   |

## 參賽資格
本屆奧運摔跤比賽共有344人參賽，包括男子古典式和自由式摔跤各有133人，女子摔跤則有64人。每一個國家及地區在每個級別只可以選派1名男運動員和1名女運動員參賽。所有參賽運動員必須在奧運資格賽取得前列的成績才可獲得參賽資格，各個國家或地區奧委會每個分項每個級別只限派出1名男子或女子運動員，該規定同樣適用於奧運會。
下表為本屆奧運摔跤比賽的參賽名額以及參賽方式。另外，主辦國中國自動擁有7個參賽名額，第三輪資格賽會有多7位運動員會取得參賽資格。
| 資格賽                                 | 賽事日期               | 賽事地點   | 出線資格               | 出線資格               | 出線資格               |
| 資格賽                                 | 賽事日期               | 賽事地點   | 男子古典式             | 男子自由式             | 女子自由式             |
| -------------------------------------- | ---------------------- | ---------- | ---------------------- | ---------------------- | ---------------------- |
| 2007年世界錦標賽                       | 2007年9月17日至9月23日 | 巴庫       | 首8名                  | 首8名                  | 首8名                  |
| 2008年非洲錦標賽                       | 2008年3月7日至3月9日   | 突尼斯市   | 冠軍1                  | 冠軍1                  | 冠軍1                  |
| 2008年亞洲錦標賽（页面存档备份，存于） | 2008年3月18至3月23日   | 濟州市     | 冠軍1                  | 冠軍1                  | 冠軍1                  |
| 2008年歐洲錦標賽                       | 2008年4月1日至4月6日   | 坦佩雷     | 冠軍1                  | 冠軍1                  | 冠軍1                  |
| 2008年泛美錦標賽                       | 2008年2月29日至3月2日  | 科羅拉多泉 | 冠軍1                  | 冠軍1                  | 冠軍1                  |
| 2008年大洋洲錦標賽                     | 2008年2月8日至2月10日  | 坎培拉     | 按情況發出7個參賽資格1 | 按情況發出7個參賽資格1 | 按情況發出7個參賽資格1 |
| 男子古典式第一圈奧運資格賽             | 2008年5月9日至5月11日  | 羅馬       | 首4名                  |                        |                        |
| 男子古典式第二圈奧運資格賽             | 2008年5月23日至5月25日 | 諾威薩     | 首3名                  |                        |                        |
| 男子自由式第一圈奧運資格賽             | 2008年4月18日至4月20日 | 馬蒂尼     |                        | 首4名                  |                        |
| 男子自由式第二圈奧運資格賽             | 2008年5月2日至5月4日   | 華沙       |                        | 首3名                  |                        |
| 女子自由式第一圈奧運資格賽             | 2008年5月16日至5月17日 | 愛民頓     |                        |                        | 首2名                  |
| 女子自由式第二圈奧運資格賽             | 2008年5月31日至6月1日  | 哈帕蘭達   |                        |                        | 首2名                  |
| 第三輪資格賽名額                       | -                      | -          | 7個外卡參賽資格**      | 7個外卡參賽資格**      | 7個外卡參賽資格**      |

- ^  注解1：如果有運動員在世界錦標賽上已經獲得參賽資格，則該個級別按比賽成績排名緊隨其後的運動員將獲得參賽資格。另外只有參加 2007 年世界錦標賽的國家（地區）才能參加 2008 年洲際錦標賽；在參加洲際錦標賽時，只能參加其在世錦賽上參加的級別。
- ^  注解2：由於大洋洲參與國家較少，因此該大洲的參賽名額將不按級別分配，而是當大洋洲洲際錦標賽結束後，由國際摔聯特別委員會和大洋洲洲際委員會將7個名額（性別待定）分配給各級別。
- ** preference given to Host nation (China) if not already qualified.

## 各項成績

### 男子
| 項目                    | 金牌                   | 银牌                  | 铜牌                                        |
| 自由式55公斤級（詳細）  | 亨利·（美国）          | 松永共广（日本）      | 别西克·庫杜赫夫（俄罗斯） · 拉多斯拉夫·維里柯夫（保加利亚） |
| 自由式60公斤級（詳細）  | 马夫列特·巴提洛夫（俄罗斯）    | 瓦西里·費多里西恩（乌克兰）     | 湯元健一（日本） · 赛义德穆拉德·穆哈瑪迪（伊朗）    |
| 自由式66公斤級（詳細）  | 拉马赞·沙辛（土耳其）      | 安德烈·史塔尼克（乌克兰）     | 苏希尔·庫瑪（印度） · 奥塔尔·圖西希維利（）               |
| 自由式74公斤級（詳細）  | 布瓦伊萨·沙提耶夫（俄罗斯）    | 索斯兰·提吉耶夫（）           | 穆拉德·（白俄罗斯） · 基里尔·德濟耶夫（保加利亚）   |
| 自由式84公斤級（詳細）  | 列瓦济·明杜拉希維利（）            | 尤苏普·阿布杜薩洛莫夫（）           | 塔拉斯·楊柯（乌克兰） · 格奥尔基·基托伊夫（俄罗斯）     |
| 自由式96公斤級（詳細）  | 希尔瓦尼·穆拉多夫（俄罗斯）    | 泰穆拉兹·提吉耶夫（）         | 乔治·（） · 赫塔格·賈茲尤莫夫（阿塞拜疆）             |
| 自由式120公斤級（詳細） | 阿尔图尔·泰馬佐夫（）          | 巴赫蒂亚尔·亞赫米多夫（俄罗斯） | 达维德·穆蘇爾貝斯（斯洛伐克） · 马里德·穆塔里莫夫（）           |
| 古典式55公斤級（詳細）  | 纳济里·曼基夫（俄罗斯）      | 罗夫尚·貝拉莫夫（阿塞拜疆）   | 罗曼·（亚美尼亚） · 朴殷哲（韩国）          |
| 古典式60公斤級（詳細）  | 伊斯兰-贝卡·阿比耶夫（俄罗斯） | 维塔利·拉西莫夫（阿塞拜疆）   | 鲁斯兰·提尤曼巴耶夫（） · 努巴克特·坦吉茲巴耶夫（）                 |
| 古典式66公斤級（詳細）  | 斯蒂夫·蓋諾（法国）        | 卡纳特别克·貝加利耶夫（）       | 阿尔缅·瓦丹揚（乌克兰） · 米哈伊尔·謝苗諾夫（白俄罗斯）   |
| 古典式74公斤級（詳細）  | 马努恰尔·克維克利亞（）          | 常永祥（中国）        | 亚沃尔·雅納基夫（保加利亚） · 克里斯托夫·奎諾（法国）   |
| 古典式84公斤級（詳細）  | 安德烈亚·明谷齊（意大利）    | 佐尔坦·佛道爾（匈牙利）     | 纳兹米·艾夫魯卡（土耳其） · 從缺（取消得獎資格）    |
| 古典式96公斤級（詳細）  | 阿斯兰别克·庫什托夫（俄罗斯）  | 米尔科·恩利契（德国）       | 亚当·（美国） · 阿塞特·曼畢托夫（）                 |
| 古典式120公斤級（詳細） | 米哈因·羅培茲（古巴）        | 哈桑·（俄罗斯）       | 明道加斯·米茲蓋提斯（立陶宛） · 尤里·（亚美尼亚）     |

### 女子
| 項目                   | 金牌               | 银牌                | 铜牌                                      |
| 自由式48公斤級（詳細） | （加拿大）         | 伊调千春（日本）    | 玛丽亚·史塔尼克（阿塞拜疆） · 伊里妮·墨倫尼（乌克兰）   |
| 自由式55公斤級（詳細） | 吉田沙保里（日本） | 许莉（中国）        | 托尼娅·魏比克（加拿大） · 雅克利娜·倫特里亞（哥伦比亚） |
| 自由式63公斤級（詳細） | 伊调馨（日本）     | 阿廖娜·卡爾塔紹娃（俄罗斯）   | 兰迪·（美国） · 叶连娜·沙利吉娜（）               |
| 自由式72公斤級（詳細） | 王娇（中国）       | 丝坦卡·茲拉特娃（保加利亚） | 浜口京子（日本） · 阿格涅什卡·魏絲柴克（波兰）    |

## 資料來源
1. ↑  Qualification system for the Beijing 2008 Olympic Games []
2. ↑  瑞典運動員阿拉·阿布拉哈米安因不服判決丟銅牌而被取消獎牌資格，奧委會不補發另一面銅牌詳情[]

## 外部連結
- 本屆奧運各項項目比賽時間表